# Madusa
Debrah Anne Miceli (nacida Debra Lewandowski; Mineápolis, 9 de febrero de 1964) es una conductora de camiones monstruo y luchadora profesional italo-americana retirada, conocida bajo los nombres artísticos de Alundra Blayze y Madusa con los que trabajo para la WWE y la WCW.
En 1988 fue la primera mujer en ser premiada con el Rookie of the Year. Al año siguiente, firmó un contrato con All Japan Women's Pro-Wrestling, convirtiéndose en la primera luchadora extranjera en hacerlo. Más tarde se unió a la World Championship Wrestling (WCW), donde fue miembro de la Dangerous Alliance, un grupo de luchadores gestionado por Paul E. Dangerously. En 1993, se unió al rival de la WCW, World Wrestling Federation (WWF) con el nombre Alundra Blayze. En la WWF, tuvo rivalidades con Bull Nakano y Bertha Faye y ganó el Campeonato Femenino de la WWF en tres ocasiones y el Campeonato 24/7 de la WWE en una ocasión. Dos años después de unirse a la WWF, Miceli volvió a la WCW, apareciendo en un episodio de Monday Nitro tirando el Campeonato Femenino de la WWF en un bote de basura; por esto, estuvo en la lista negra de la WWF (después WWE) durante los siguientes 20 años. En su regreso a la WCW, Miceli tuvo un feudo con Bull Nakano y Oklahoma, y se convirtió en la primera mujer en ganar el WCW World Cruiserweight Championship. Después entrenó a luchadoras como Torrie Wilson, Stacy Keibler y Molly Holly, y dejó la compañía en 2001. El 28 de marzo de 2015, fue incluida en el WWE Hall of Fame, y en 2019 se convertiría en campeona 24/7 de la WWE después de derrotar a Candice Michelle en la Raw Reunion.
Miceli compite en el mundo de los camiones monstruos. Conduce un camión llamado Madusa, ganando varios campeonatos.

## Carrera

### American Wrestling Association (1986-1989)
En 1986, comenzó la lucha libre como Madusa Miceli en la American Wrestling Association (AWA) iniciando un feudo Sherri Martel, después Martel salió de la AWA. En una final de un torneo, Miceli ganó el Campeonato Mundial de Mujeres de la AWA sobre Candi Devine el 27 de diciembre de 1987. En ese momento Madusa también comenzó la gestión del Campeonato Mundial Peso Pesado de la AWA, Curt Hennig. Más tarde perdió el título ante Wendi Richter el 26 de noviembre de 1988.

### All Japan Women's Pro Wrestling (1989-1991)
Miceli luchó una gira de seis semanas para la All Japan Women's Pro Wrestling a principios de 1989, donde ganó el IWA Women's title de Chigusa Nagayo antes de caer de nuevo a ella al día siguiente. A continuación, comenzó a entrenar en Japón, aprendiendo el estilo de lucha japonesa, así como el Muay Thai, kickboxing y boxeo. Con el tiempo firmó un contrato de tres años con la All Japan, siendo la primera luchadora en hacer algo así. Además, trabajó para la TWA, empezando un feudo con Luna Vachon, con quien se enfrentó en un Hair vs Hair Mixed Tag Team match en septiembre de 1991. Miceli y su compañero Eddie Gilbert derrotaron Vachon y Cactus Jack, que dio lugar a Vachon tener la cabeza rapada.

### World Championship Wrestling (1991-1993)
A continuación, pasó a la WCW y ayudó a Paul E. Dangerously a forman la Dangerous Alliance. Ella actuó principalmente como valet de Rick Rude. El 25 de octubre, Dangerously la expulsó de la Alianza. Ella, sin embargo, lo derrotó por cuenta fuera el 18 de noviembre de 1992 en la Batalla de los Campeones.

### World Wrestling Federation (1993-1995)

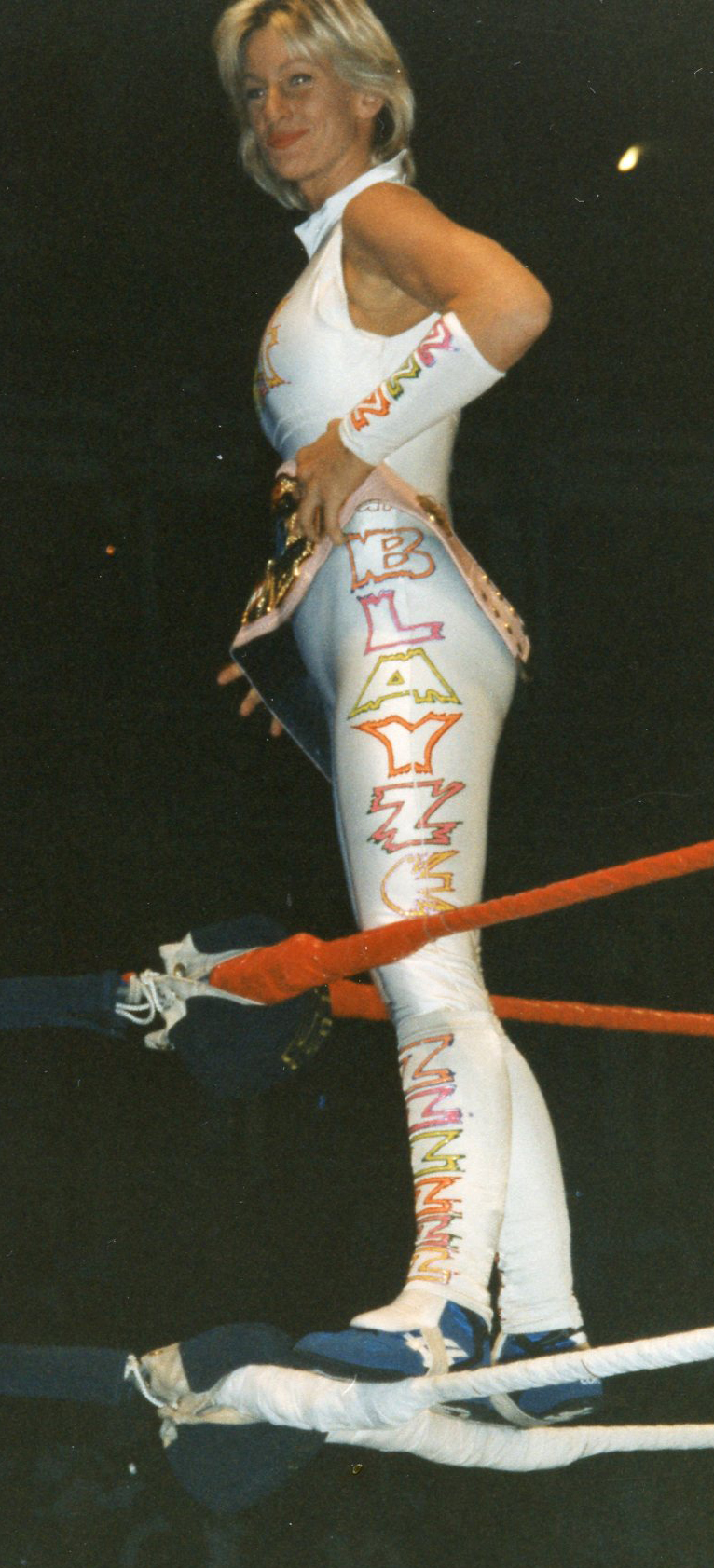
Blayze como Campeona Femenina.

En 1993, la WWF reinstaló el Campeonato Femenino, un título que había estado vacante desde 1990, y Miceli fue contratada por la empresa para revivir la división femenina. Ella debutó bajo el nombre de Alundra Blayze. Luchó en un torneo de seis Mujeres para coronar a una nueva campeona, y en las finales, cubrió a Heidi Lee Morgan el 13 de diciembre para ganar el título. A mediados de 1994, Bull Nakano se unió a la lista de la WWF y comenzó un feudo con Blayze. Blayze derrotó Nakano en SummerSlam, pero perdió el título anta Nakano el 27 de noviembre de 1994. Cinco meses más tarde, el 3 de abril de 1995, Blayze recuperó el título ante Nakano en una edición de Monday Night Raw. Como parte del storyline, inmediatamente después de la victoria, fue atacada por Bertha Faye, en ese ataque, Blayze se rompió la nariz. Según Rhonda Sing (Faye), la historia se escribió para que Miceli tenga tiempo libre para obtener los implantes mamarios y cirugía de nariz. Ella regresó al ring en agosto de 1995, perdiendo el Campeonato Femenino ante Faye en SummerSlam, el 27 de agosto. Dos meses más tarde, ganó el título por tercera vez, derrotando Faye el 23 de octubre. En diciembre, debido a los problemas financieros que la WWF estaba teniendo en el momento en que Blayze fue liberada de su contrato y fue despojada del título después de su salto a la compañía rival (WCW), El Campeonato Femenino permaneció vacante hasta 1998.

### World Championship Wrestling (1995-1997; 1999-2001)
En diciembre de 1995 , Miceli firmó con la WCW, y como parte de una historia por Eric Bischoff, se presentó en WCW Monday Nitro el 18 de diciembre, donde lanzó el Campeonato Femenino de la WWF a un bote de basura. Miceli de inmediato comenzó a usar de nuevo el nombre Madusa, y la compañía trajo a Bull Nakano para empezar otro feudo con Blayze. Ellas se enfrentaron en agosto de 1996.
Entonces, la empresa decidió establecer el Campeonato Femenino de la WCW pero Madusa perdió ante Akira Hokuto en la final del torneo para coronar a la primera campeona el 29 de diciembre. El 15 de junio, de Hokuto retuvo el título ante Madusa un combate Title vs. Career Match, lo que significó que Madusa estuviese casi dos años fuera de la compañía.
Madusa volvió en 1999. Tiempo más tarde entró en un torneo por el Campeonato de la WCW, pero fue derrotada y eliminada del torneo. Ella posteriormente re-entró en el torneo en un combate contra Evan Karagias, pero fue eliminado la semana siguiente. Después de su eliminación, Madusa puso toda su atención en la gestión de Karagias. Después de que Karagias ganara el Campeonato Peso Crucero de la WCW. En Starrcade Madusa derrotó a Karagias con un golpe bajo durante el combate, y Madusa lo inmovilizó para convertirse en la primera mujer en ganar el Campeonato Peso Crucero de la WCW. Madusa perdió el título ante Oklahoma, el 16 de enero del 2000. Se salió de la empresa cuando se enteró de que Vince McMahon, el propietario de la World Wrestling Federation, iba a comprar la WCW. Debido a que ella tenía "problemas" con McMahon. Miceli se retiró de la lucha libre profesional en 2001 porque no le gustaba la dirección en la que la lucha de las mujeres iba.

### World Wonder Ring Stardom (2015)
En septiembre de 2015, Miceli fue nombrada comisionadoa de la promoción de la World Wonder Ring Stardom.

### WWE (2015, 2017-presente)
El 2 de marzo de 2015, se anunció que Miceli será inducida al Salón de la Fama de la WWE como Alundra Blayze. El 2 de abril Miceli fue introducida por Natalya. En dicho evento, trajo consigo, un bote de basura en donde estaba el Campeonato Femenino de WWF de 1996 que ella tiró en la WCW y lo puso en el atril devolviendo el título a la compañía como forma de redimirse con la WWE.
En julio de 2017, se anunció que Miceli volvería a WWE como comentarista del Mae Young Classic junto a Jim Ross y Lita.
Miceli volvió a un ring de la WWE después de 23 años, el 28 de octubre de 2018 en el evento WWE Evolution, participando de una Batalla Real de 20 mujeres por una oportunidad titular por el Raw Women's Championship o el SmackDown Women's Championship, lucha que finalmente ganó Nia Jax.
En el Raw Reunion del 22 de julio de 2019 apareció en un segmento junto a Candice Michelle y Melina, aplicándole un Sleeper Hold a la primera para ganarle el WWE 24/7 Championship, siendo la segunda la árbitro especial. Más tarde, se uniría a la mesa de comentaristas en donde intentó repetir la escena de tirar el campeonato a la basura, sin embargo, Ted DiBiase apareció para comprarle el campeonato (repitiendo la escena de cuando le compró a André the Giant el WWF Championship), aceptando.

### All Elite Wrestling (2020)
Miceli fue presentadora del AEW's Women's Tag Team Cup Tournament: The Deadly Draw, que comenzó el 3 de agosto de 2020.

## Carrera de Camiones Monstruo

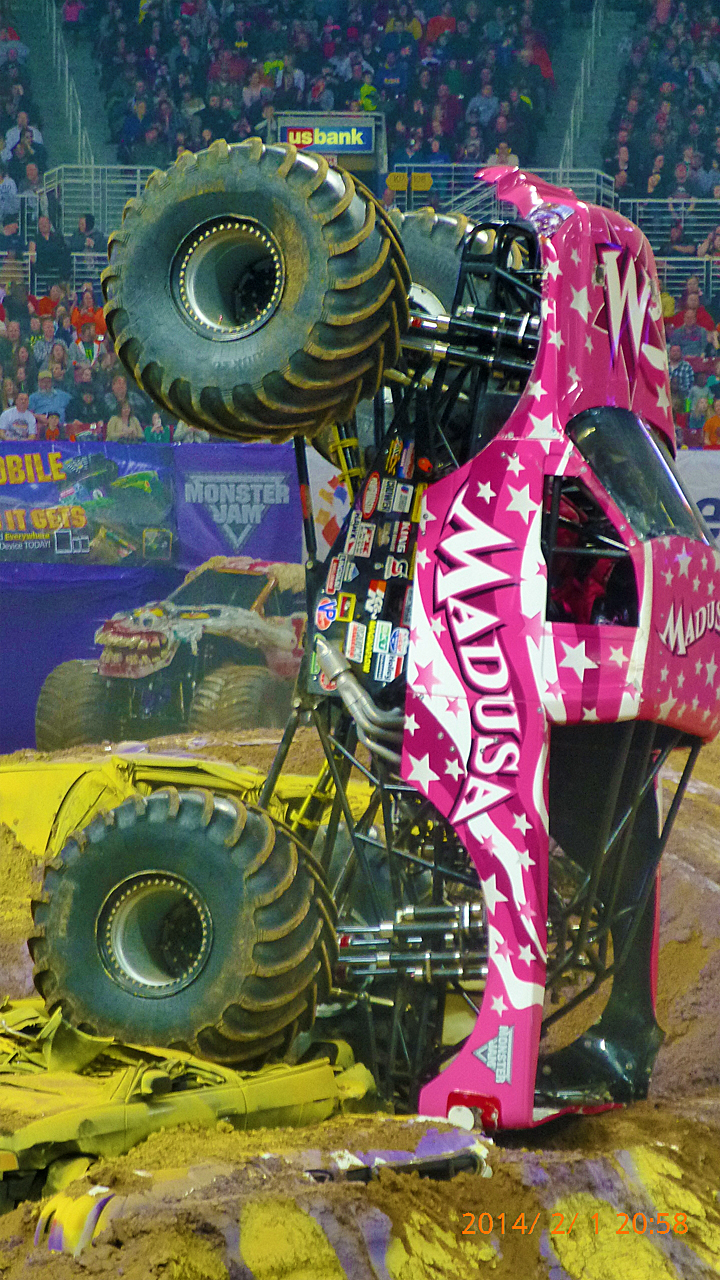
El camión de Debrah Miceli, Madusa.

Miceli ingresó al negocio de los camiones monstruos bajo Dennis Anderson en 1999. Hizo su primera aparición en American Hot Rod en el Trans World Dome. Luego, compró su propio camión y lo llamó Madusa, ya que todavía tenía los derechos sobre el nombre. Comenzó a ganar competencias de estilo libre en 2001. Miceli ganó el co-campeonato de 2004 en las Finales Mundiales Monster Jam por estilo libre en el primer empate triple. En marzo de 2005 en Las Vegas, venció a su entrenador Dennis Anderson en la última carrera de las Finales Mundiales de Monster Jam por el Campeonato de Carreras, convirtiéndola en la primera mujer en ganar el Campeonato de Carreras de las Finales Mundiales de Monster Jam.
A partir de enero de 2008 es también la vicepresidenta ejecutiva de la Liga Mayor de Monster Trucks. En 2009, regresó a Monster Jam por primera vez desde 2006.
El 10 de octubre de 2014, resultó herida en un evento Monster Jam en Melbourne, Australia, y fue llevada a un hospital de Melbourne para el tratamiento.
A finales de 2016 Miceli anunció su retirada de las competencias de camiones monstruo. Miceli regresaría a conducir camiones monstruo 
en 2020.

## Vida personal
Miceli nació en Milán, Italia, pero se crio en varios hogares adoptivos en Minneapolis, Minnesota. Ella es judía. A los 14 años, trabajó en el restaurante de comida rápida de un Arby. Durante el comienzo de su carrera como luchadora, ella también trabajó como enfermera a tiempo parcial.
Su primer matrimonio fue en 1991, Eddie Gilbert. En junio de 1997, conoció a jugador de la NFL, Ken Blackman, y se casaron siete meses después, el 14 de febrero de 1998. Ellos compartieron hogares en Cincinnati, Ohio y Homosassa, Florida. En 1998, se abrió una tienda de motocicletas llamado Spookee Custom Cycles. La pareja se divorció más tarde. El 25 de junio de 2011, Miceli se casó con Alan Jonason, un sargento mayor del Ejército de los Estados Unidos, en Memphis, Tennessee. La boda tuvo lugar en Graceland, y fue transmitido en internet por más de 22.000 fanes.
En 1995, ella apareció en las películas Shootfighter II, Death Match y Intersanction II. En Japón, lanzó un CD de canciones cantadas en japonés. Ella es propietaria de un aseo, spa de mascotas, y la panadería del perrito llamado Koolkats y perritos calientes en Lecanto, Florida. En febrero de 2004, proporcionó comentarios para carreras de botes.
En 2016 en una entrevista en "JBL with the Legends", dijo que la idea de tirar el cinturón femenino de la WWF a la basura fue idea de Eric Bischoff, además de ser el dueño de la WCW pues sería el que la contrataría por tener aún el campeonato en sus manos y a falta de dinero para seguir subsistiendo decidió aceptar, pues había sido despedida cuando era campeona ya que la WWF decidió eliminar la división femenina de raíz, Debrah declaró que fue la peor cosa que se le pudo ocurrir hacer ya que fue un desprestigio para su nombre y la lucha libre femenina, dio a conocer que desde ese día la empezaron a llamar "La Perra que tiro el cinturón a la basura" y ya no más como una de las pioneras en la industria.

## En lucha
- Movimientos finales
  - Airplane spin
  - Bridging German suplex

- Movimientos de firma
  - Diving crossbody
  - Electric chair drop

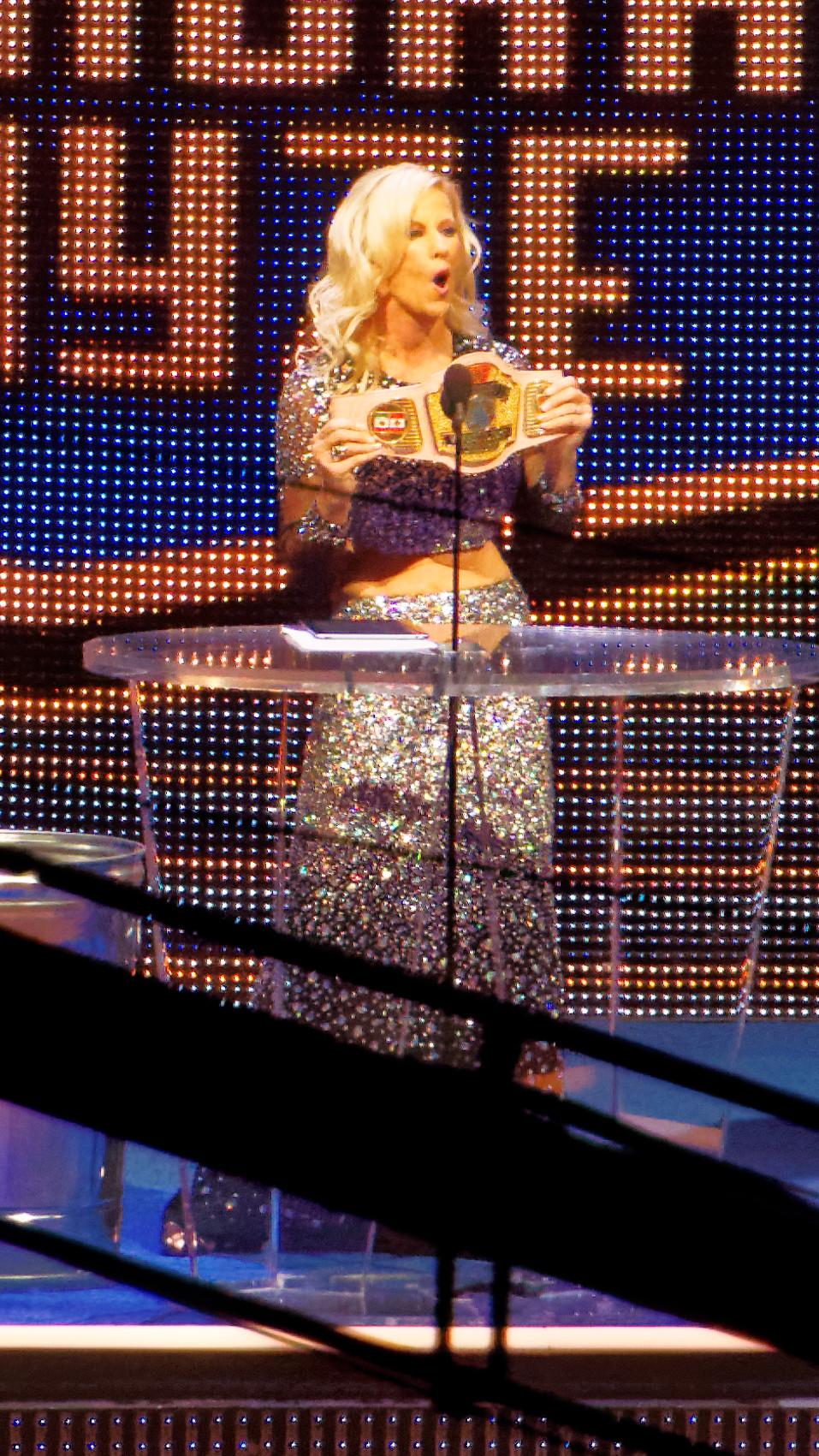
Blayze en el WWE Hall of Fame

  - Handstand headscissors takedown a un oponente sentado en el esquinero
  - Legsweep
  - Múltiples variaciones de kick
    - Front drop, A veces desde la segunda cuerda
    - Múltiples shoots, a veces acabado con una spin sole
    - Spin
    - Spinning heel

  - Múltiples variaciones de suplex
    - Belly to back
    - Gutwrench
    - Northern Lights
    - Snap
    - Super

  - Powerbomb
  - Running kneeling mat slam
  - Spinning toe hold
  - Stinger splash

- Mánagers
  - Diamond Dallas Page
  - Paul E. Dangerously
  - Spice

- Luchadores dirigidos
  - The Dangerous Alliance
  - Curt Hennig
  - Evan Karagias
  - "Mr. Magnificent" Kevin Kelly
  - The Perfect Tag Team (Kevin Kelly and Nick Kiniski)
  - Rick Rude
  - "Macho Man" Randy Savage
  - Greg Valentine

## Campeonatos y logros

### Lucha libre profesional
- All Japan Women's Pro-Wrestling
  - IWA World Women's Championship (2 veces)
  - Tag League the Best — con Mitsuko Nishiwaki

- American Wrestling Association
  - AWA World Women's Championship (1 vez)

- International World Class Championship Wrestling
  - IWCCW Women's Championship (1 vez)

- World Championship Wrestling
  - WCW Cruiserweight Championship (1 vez)

- World Wrestling Federation/WWE
  - WWF Women's Championship (3 veces)
  - WWE Hall of Fame (Clase de 2015)
  - WWE 24/7 Championship (1 vez)

- Pro Wrestling Illustrated
  - PWI Rookie of the Year (1988)

### Motorsports
- United States Hot Rod Association (Monster Jam)
  - USHRA Monster Jam World Finals Freestyle Co-Championship (2004)
  - USHRA Monster Jam World Finals Racing Championship (2005)